# American Women quarters
El programa de American Women Quarters se trata de una serie de monedas de cuarto de dólar estadounidense que representarán a mujeres notables en la historia de los Estados Unidos, en conmemoración del centenario de la Decimonovena Enmienda a la Constitución de los Estados Unidos. La Casa de Moneda de los Estados Unidos emitirá hasta cinco diseños cada año desde 2022 hasta 2025 con un total de hasta 20 diseños. Una mujer será honrada en el reverso de cada moneda, seleccionada por sus "contribuciones a los Estados Unidos en un amplio espectro de logros y campos, que incluyen, entre otros, sufragio, derechos civiles, abolición, gobierno, humanidades, ciencia, espacio y letras." El anverso representará a George Washington con un nuevo diseño.
El programa fue autorizado por la Circulating Collectible Coin Redesign Act of 2020 (Ley de Rediseño de Monedas Coleccionables Circulantes de 2020), propuesta por los Representantes Barbara Lee y Anthony Gonzalez. La propuesta original era de 56 monedas de veinticinco centavos, en honor a una mujer por cada estado y territorio, con un conjunto de monedas en circulación que se lanzaría en 2026 para la celebración del 250 aniversario de la Declaración de Independencia de los Estados Unidos, pero se modificó para que fuera más breve. Uno de los cinco cuartos de ese conjunto también contará con una mujer. Esta propuesta reemplazó otra alternativa de monedas con animales o especies en peligro de extinción. Después de este programa habrá otro en 2027–2030 con una serie que representa deportes juveniles.
Sucede al programa Cuartos de dólar de los Parques Nacionales y al cuarto de dólar de Washington Crossing the Delaware. Algunos coleccionistas de monedas criticaron la propuesta "aparentemente interminable" de continuar emitiendo cinco nuevos diseños cada año por tercera década. Muchos numismáticos están más interesados en rediseños de otras denominaciones y lanzamientos menos frecuentes.

## Diseño

El diseño de Fraser, que aparecerá en los cuartos de dólar de las mujeres estadounidenses, se utilizó en la lista de monedas y medallas conmemorativas de los Estados Unidos (década de 1990).

### Anverso
El retrato de George Washington de Laura Gardin Fraser, que se presentó originalmente en 1931, fue seleccionado por el Comité Asesor de Monedas de la Comisión de Bellas Artes y Ciudadanos para aparecer en el anverso de los cuartos de Mujeres Estadounidenses. El busto que mira hacia la derecha se había utilizado para la media águila dorada conmemorativa de 1999 por el 200 aniversario de la muerte de Washington.

### Reverso
En mayo de 2021, la ceca anunció que las primeras homenajeadas en 2022 serán Maya Angelou y Sally Ride. Angelou será la primera mujer negra y Ride la primera persona LGBT en aparecer en la moneda estadounidense en circulación. El Secretario del Tesoro de los Estados Unidos seleccionará a las mujeres que aparecerán en la serie. Los diseños se seleccionarán a través de un proceso con la Iniciativa de Historia de la Mujer Estadounidense de la Institución Smithsonian, el Museo Nacional de Historia de la Mujer y el Caucus del Congreso para Asuntos de la Mujer. En junio de 2021 se anunciaron otras tres homenajeadas de 2022: Wilma Mankiller ; Adelina Otero-Warren, la primera hispanoamericana en aparecer en moneda estadounidense; y Anna May Wong, la primera estadounidense de origen asiático.

## Lista de diseños
| Year | N.º | Woman               | Design    | Elements depicted | Release date | Mintage   | Mintage      | Mintage    | Mintage   |
| Year | N.º | Woman               | Design    | Elements depicted | Release date | Denver    | Philadelphia | West Point | Total     |
| ---- | --- | ------------------- | --------- | --- | ------------ | --------- | ------------ | ---------- | --------- |
| 2022 | 1   | Maya Angelou        |           | Angelou con sus brazos abiertos, delante de un pájaro volando y la salida del sol.                                                    | Pendiente    | Pendiente | Pendiente    | Pendiente  | Pendiente |
| 2022 | 2   | Sally Ride          |           | Ride junto a la ventana de un Transbordador STS, con el planeta Tierra al fondo.                                                      | Pendiente    | Pendiente | Pendiente    | Pendiente  | Pendiente |
| 2022 | 3   | Wilma Mankiller     |           | Mankiller con un chal, junto a la estrella de siete puntas de la Nación Cheroqui y "Nación Cheroqui" escrito en caracteres cheroquis. | Pendiente    | Pendiente | Pendiente    | Pendiente  | Pendiente |
| 2022 | 4   | Nina Otero-Warren   |           | Otero-Warren con tres flores de Yucca y la inscripción en español "Voto para la mujer".                                               | Pendiente    | Pendiente | Pendiente    | Pendiente  | Pendiente |
| 2022 | 5   | Anna May Wong       |           | Wong rodeada de carteles luminosos.                                                                                                   | Pendiente    | Pendiente | Pendiente    | Pendiente  | Pendiente |
| 2023 | 6   | Maria Tallchief     | Pendiente | Pendiente | Pendiente    | Pendiente | Pendiente    | Pendiente  | Pendiente |
| 2023 | 7   | Jovita Idar         | Pendiente | Pendiente | Pendiente    | Pendiente | Pendiente    | Pendiente  | Pendiente |
| 2023 | 8   | Eleanor Roosevelt   | Pendiente | Pendiente | Pendiente    | Pendiente | Pendiente    | Pendiente  | Pendiente |
| 2023 | 9   | Edith Kanakaʻole    | Pendiente | Pendiente | Pendiente    | Pendiente | Pendiente    | Pendiente  | Pendiente |
| 2023 | 10  | Bessie Coleman      | Pendiente | Pendiente | Pendiente    | Pendiente | Pendiente    | Pendiente  | Pendiente |
| 2024 | 11  | Zitkala Sa          | Pendiente | Pendiente | Pendiente    | Pendiente | Pendiente    | Pendiente  | Pendiente |
| 2024 | 12  | Celia Cruz          | Pendiente | Pendiente | Pendiente    | Pendiente | Pendiente    | Pendiente  | Pendiente |
| 2024 | 13  | Mary Edwards Walker | Pendiente | Pendiente | Pendiente    | Pendiente | Pendiente    | Pendiente  | Pendiente |
| 2024 | 14  | Patsy Matsu Mink    | Pendiente | Pendiente | Pendiente    | Pendiente | Pendiente    | Pendiente  | Pendiente |
| 2024 | 15  | Pauli Murray        | Pendiente | Pendiente | Pendiente    | Pendiente | Pendiente    | Pendiente  | Pendiente |
| 2025 | 16  | Ida B. Wells        | Pendiente | Pendiente | Pendiente    | Pendiente | Pendiente    | Pendiente  | Pendiente |
| 2025 | 17  | Juliette Gordon Low | Pendiente | Pendiente | Pendiente    | Pendiente | Pendiente    | Pendiente  | Pendiente |
| 2025 | 18  | Vera Rubin          | Pendiente | Pendiente | Pendiente    | Pendiente | Pendiente    | Pendiente  | Pendiente |
| 2025 | 19  | Stacey Milbern      | Pendiente | Pendiente | Pendiente    | Pendiente | Pendiente    | Pendiente  | Pendiente |
| 2025 | 20  | Althea Gibson       | Pendiente | Pendiente | Pendiente    | Pendiente | Pendiente    | Pendiente  | Pendiente |